# Улица Ким Ю Чена
Улица Ким Ю Чена — улица в Хабаровске, проходит через исторический центр города перпендикулярно руслу Амура от улицы Шеронова до Ленинградской улицы. Одна из старейших улиц Хабаровска, играет важную роль в транспортной системе города.

## История
Историческое название — Никольская. Современное название, с 1930 года, в честь Ким Ю Чена (1904—1929), советского военнослужащего, сослуживца К. Д. Запарина, оба они погибли осенью 1929 года в конфликте на КВЖД
В д. 9 в начале 1930-х располагалась редакция газеты «Тихоокеанская правда»
Возведённый на улице жилой комплекс приводится как удачный пример комплексной застройки. Старинным домам ищут инвесторов для ремонта и реконструкции, состояния некоторых из них вызывают тревогу за их сохранность

## Достопримечательности
д. 3 — Дом жилой

д. 7 — Дом доходный А. А. Волоцкого

д. 9 — Дом жилой Б. А. Гейнемана

д. 11 — Дом жилой

д. 15 — Дом доходный А. Я. Дьяконова

д. 23 — Богадельня

д. 33 — Дом жилой

д. 37 — Дом жилой

д. 81а — Общежитие служащих Красного креста

д. 81а, литер В — Склад Приамурского окружного управления Российского общества Красного Креста

## Известные жители
д. 7 — юрист Принципар
д. 9 — писатель Аркадий Гайдар

## Галерея
- д. 15
- д.23
- д. 37
- д. 65